# Volo Viasa 742
Il volo Viasa 742 era un volo passeggeri di linea internazionale da Caracas, Venezuela, e arrivo a Miami, Stati Uniti, con scalo intermedio a Maracaibo, Venezuela. Il 16 marzo 1969, dopo il decollo da Maracaibo per dirigersi a Miami, un Douglas DC-9-30 operante su tale tratta si schiantò nel quartiere La Trinidad dopo aver colpito alcuni cavi della linea elettrica. In totale ci furono 155 vittime: tutte le 84 persone a bordo dell'aereo e 71 a terra.

## L'aereo
Il velivolo coinvolto era un Douglas DC-9-32, marche YV-C-AVD, numero di serie 47243, numero di linea 448. Volò per la prima volta nel gennaio del 1969 e venne consegnato a Viasa nel febbraio dello stesso anno. Era alimentato da 2 motori turboventola Pratt & Whitney JT8D-7. Al momento dell'incidente, l'aereo aveva solo circa due mesi.

## L'incidente
La prima tratta del volo, da Caracas a Maracaibo, avvenne senza problemi; sull'aereo avevano preso posto 57 persone di cui 42 passeggeri e 10 membri dell'equipaggio. In cabina di pilotaggio sedevano i piloti Harry Gibson ed Emiliano Savelli Maldonado.
L'aereo arrivò a Maracaibo alle 10:30. Gibson sbarcò e Maldonado divenne il pilota al comando; come primo ufficiale salì il pilota Jose Gregorio Rodriguez Silva. Altri 27 passeggeri si imbarcarono a bordo dell'aereo, che venne rifornito di 12.000 chilogrammi (26.000 libbre) di carburante.
Alle 12:00 Il volo 742 era allineato in pista e pronto alla partenza. La corsa al decollo fu più lunga del previsto e anche una volta staccato da terra i piloti si accorsero che il velivolo non stava salendo come avrebbe dovuto. Ad un'altezza di 150 piedi (50 metri) il DC-9 colpì i tralicci della corrente e precipitò nel quartiere La Trinidad, uccidendo tutte le 84 persone a bordo e 71 a terra.

## Le indagini
Gli inquirenti stabilirono che l'incidente fu causato da un malfunzionamento dei sensori di temperatura posti lungo la pista. I piloti utilizzarono i valori forniti dai sensori per calcolare le prestazioni e per configurare l'aereo al decollo. Il difetto dei sensori comportò un errore nei calcoli e una configurazione non adeguata del velivolo, che risultò essere in sovraccarico di 2200 chilogrammi. Con un peso eccessivo, l'aereo non riuscì a guadagnare sufficiente quota per superare l'ostacolo dei cavi della corrente, con il conseguente disastro.

## Conseguenze
Il volo Viasa 742 fu la prima perdita di un DC-9-30 e rimane il peggior disastro aereo che coinvolse questo tipo di velivolo. Fu anche l'incidente con più vittime in Venezuela fino a quando il volo West Caribbean Airways 708, operato da un McDonnell Douglas MD-80, l'aeromobile successore del DC-9, precipitò più di trentasei anni dopo, provocando 160 vittime. A quel tempo, era il peggiore disastro aereo civile del mondo. Venne superato nel 1971 dal volo All Nippon Airways 58, nel quale persero la vita 162 persone dopo che un Boeing 727 di ANA si scontrò con un caccia F-86.
Dopo la tragedia, le autorità venezuelane accelerarono la costruzione del nuovo aeroporto di Maracaibo, progettato con una pista più lunga e situato fuori città, al fine di evitare incidenti simili. Il nuovo aeroporto venne inaugurato otto mesi dopo.